# Eeltsje Hettinga
Eeltsje Hettinga (Burgwerd, 9 februari 1955), is een Friestalige dichter, schrijver en vertaler. Hij was de 1ste Dichter van Fryslân (2017-2019). Hij is actief in verschillende Friese literaire projecten.

## Achtergrond
Eeltsje Hettinga begon als redacteur bij het weekblad De Nije, maar in 1983 werd hij zelfstandig journalist, in welke hoedanigheid hij vijf jaar in de Verenigde Staten verbleef. Hij is geïnteresseerd in beeldende kunst. Hettinga is een jongere broer van de Friese dichter Tsjêbbe Hettinga (1949-2013).

## Dichter
Hettinga debuteerde in 1987 als dichter in het literaire tijdschrift Trotwaer, een tijdschrift waarin hij jarenlang zou blijven publiceren, net als in onder andere het blad Hjir. Voor vier van zijn gedichten werd hij onderscheiden met een Rely Jorritsmapriis (in 1988, 1991, 1994 en 1997). Ook werd een gedicht van hem opgenomen in de bloemlezing Spiegel van de Friese poëzie van de zeventiende eeuw tot heden (1994) van Teake Oppewal en Pier Boorsma. Pas in 1998 echter kwam zijn eerste dichtbundel uit, Akten fan winter, waarvoor hem een jaar later de Fedde Schurerpriis werd toegekend. Akten fan winter werd door critici goed ontvangen, met name om de sterke eenheid van vorm, taal en thematiek. Ook Hettinga's tweede dichtbundel Dwingehôf (2000) kreeg positieve recensies: Abe de Vries vond het een van de grote dichterlijke prestaties in het naoorlogse Friesland. De Vries beschreef in zijn recensie Hettinga's thematiek als "een persoonlijke mythologie van verleden, herinneringen en dood".
Samen met de taalkundige/dichter Eric Hoekstra publiceerde Hettinga in 2002 onder het pseudoniem Hu-Thung-song een bundel gedichten in Chinese stijl, Yn 'e fal fan 'e jûn. Hettinga, door sommigen wel beschouwd als het enfant terrible van de Friese literatuur, zei over deze bundel: "Literatuur is gedeeltelijk ook een grap. Zelfs met jezelf moet je af en toe de spot drijven". In 2006 verscheen Hettinga's derde bundel, Apreos. Zijn bundel Ikader, die in 2012 verscheen, werd genomineerd voor de Gysbert Japicxprijs 2013.
Eeltsje Hettinga was van 2017 tot 2019 Dichter van Fryslân (Dichter van Friesland).
In 2018, het jaar dat Leeuwarden samen met Valetta (Malta) Culturele Hoofdstad van Europa was, schreef Hettinga een gedicht naar aanleiding van de moordaanslag die dat jaar werd gepleegd op de Maltese journaliste Daphne Caruana Galizia. Het in het Engels vertaalde gedicht van Eeltsje Hettinga kreeg veel aandacht in de krant Times of Malta. Tweede Kamerlid van het CDA Pieter Omtzigt, die als bijzonder rapporteur was aangesteld door de Raad van Europa om het verloop van het onderzoek naar de moord te onderzoeken, suggereerde de organisatie van de culturele hoofdstad Leeuwarden om het gedicht groot te vertonen, dan wel de documentaire over Caruana Galizia te vertonen.

## Vertaler
Hettinga vertaalde werk van onder andere Ingeborg Bachmann, Georges Bataille, Slauerhoff en Tomas Tranströmer in het Fries. Ook was hij verantwoordelijk voor de eindredactie van Der is gjin dêr, dêre (2003) van Ronald Giphart, dat in het Nederlands werd geschreven, maar niet in die taal werd gepubliceerd.

## Andere activiteiten
In februari 2002 richtte Hettinga samen met Elske Schotanus de Stichting Cepher op, een organisatie die het bevorderen van (Friese) letterkunde, literatuur en journalistiek tot doel heeft. Hettinga was de drijvende kracht achter het internettijdschrift Kistwurk (2000-2003), een van de projecten van Cepher. Hij was tevens betrokken bij twee publicaties van deze stichting, de gedichtenbundels Wrâld, finster, gedicht (2003) en de drietalige publicatie gjin Grinzen, de Reis / geen Grenzen, de Reis / no Borders, the Voyage (2004). Sinds 2005 is Hettinga redactielid van het internettijdschrift GO-GOL, een ander project van Cepher. Ook begeleidt hij beginnende dichters.
Hettinga was de oprichter van het (niet meer bestaande) eenmans-internettijdschrift Erosmos.

## Belangrijkste publicaties

#### Poëzie
- 1998: Akten fan winter
- 2000: Dwingehôf
- 2002: Yn 'e fal fan jûn (met Eric Hoekstra, onder het pseudoniem Hu Thung-song)
- 2006: Apreos
- 2012: Ikader
- 2013: De wetters / De wateren (kunstenaarsboek, met graficus Antje Veldstra).
- 2016: It Font, videopoëzieproject i.s.m videokunstenaar Lotte Middendorp. De uitsluitend digitaal literaire productie kwam tot stand met steun van het Nederlands Letterenfonds en was te zien tijdens de  Frankfurter Buchmesse, Fries Museum en Museum Belvédère.
- 2017: SeeWegen (poëzie-installatie in Tresoar, beeldwerk Machteld van Buren)
- 2018: De hannen de doeken, cahier, een tweetalige uitgave met een schilderij van Christiaan Kuitwaard. Ontwerp en vormgeving Monique Vogelsang, Nederlandse vertaling Elske Schotanus.
- 2019: Nachtspraak, tweetalige uitgave, met een inleidend essay van Eeltsje Hettinga. Beeldwerk Anne Feddema. Nederlandse vertaling Elske Schotanus. Vormgeving Richard Bos. Uitgeverij Perio.
- 2019: Dichter fan Fryslân 2017 - 2019. Leeuwarder Courant en Friesch Dagblad, Leeuwarden. Redactie en vertalingen Elske Schotanus.
- 2021: De Hôven, met tekeningen van Elske Schotanus (Uitgave in de vorm van een leporello).
- 2021: Au Musée, poëziecassette, met magneetband. Veertig gedichten. Beeldwerk Machteld van Buren.
- 2023: Te pearde Te peerde, tweetalige bloemlezing, samengesteld door Elske Schotanus. Zij zorgde voor de vertalingen en schreef een inleidend essay.

#### Ander werk
- 1994: Abe Gerlsma (monografie over deze kunstenaar)
- 2003: Slauerhoff (gedichten van Slauerhoff, vertaald door Eeltsje Hettinga, Eppie Dam en Abe de Vries, ingeleid door Eeltsje Hettinga)
- 2003: eindredactie van Der is gjin dêr, dêre van Ronald Giphart
- 2003: Wrâld, finster, gedicht Inleiding en samenstelling Eeltsje Hettinga (bloemlezing)
- 2004: Gjin grinzen, de reis / Geen grenzen, de reis / no borders, the voyage, Inleiding en samenstelling Eeltsje Hettinga en Elske Schotanus (bloemlezing)
- 2007: Albert Oost, schilderijen 2005 - 2006, samen met Han Steenbruggen.
- 2008: De leugen op 'e dyk : oer de blomlêzing Het goud op de weg : in krityk, in pleit = De leugen op de weg : over de bloemlezing Het goud op de weg : kritiek en pleidooi
- 2010: Gerben Rypma, de keunstner fan it dûbele krús (biografie)
- 2012: De folksnasjonalistyske taal en retoryk achter Fryslân 2040 en KH-2018 (pamflet)
- 2014: Libje yn liende tiid (teksten over kunstenaar Sies Bleeker, samen met Willem Winters)
- 2016: It Font, leporello met het tweetalige gedicht In spegel de see / The sea a mirror en zes stills uit het videopoëzieproject It Font. Ontwerp en vormgeving leporello Gert Jan Slagter, Engelse vertaling David Colmer, uitg. Museum Belvédère i.s.m. Fries Museum.
- 2019: Ryzji yn it Frysk, gedichten van Boris Ryzji, Friese vertaling Eeltsje Hettinga op basis van o.m. de Ryzji-vertalingen van Anne Stoffel, redactie Elske Schotanus, beeldwerk Jochem Hamstra. Inleidend essay. Ontwerp en vormgeving Monique Vogelsang. Uitgever: melklokaal (bloemlezing)

## Prijzen
- 1988: Rely Jorritsmapriis voor het gedicht Ofskied
- 1991: Rely Jorritsmapriis voor het gedicht Nacht oer Greonterp
- 1994: Rely Jorritsmapriis voor het gedicht It hinnekleed fan winter
- 1997: Rely Jorritsmapriis voor het gedicht De Woldberch
- 1999: Fedde Schurerpriis voor de gedichtenbundel Akten fan winter
- 2021: Gysbert Japicxpriis voor het werk dat hij schreef als Dichter van Fryslân